# Peucedanum imperatorioides
Peucedanum imperatorioides är en flockblommig växtart som beskrevs av Dc. Peucedanum imperatorioides ingår i släktet siljor, och familjen flockblommiga växter. Inga underarter finns listade i Catalogue of Life.